# Melanocera nereis
Melanocera nereis är en fjärilsart som beskrevs av Rothschild 1898. Melanocera nereis ingår i släktet Melanocera och familjen påfågelsspinnare. Inga underarter finns listade i Catalogue of Life.